# Alexandru Callimachi
Alexandru Callimachi (n. 1737, Constantinopol, Imperiul Otoman – d. 12/24 decembrie 1821, Bolu, Imperiul Otoman) a fost domn în Moldova în perioada 6 mai 1795 - martie 1799.

## Viața
A fost fiul lui Ioan Teodor Callimachi și a fost, ca și tatăl său un om blând și înțelept. A mărit impozitul pe vadra de vin (vădrărit) pentru a putea satisface lăcomia turcilor. Fiind sătul de domnie, a cerut de trei ori de la Poarta Otomană să fie mazilit până ce a reușit să i se aprobe solicitarea în 1799. După domnie, s-a retras la Constantinopol unde a și murit.
În timpul lui, primul sediu al universității din Iași a devenit palatul domnesc Palatul Callimachi.